# 버지니아 레이스

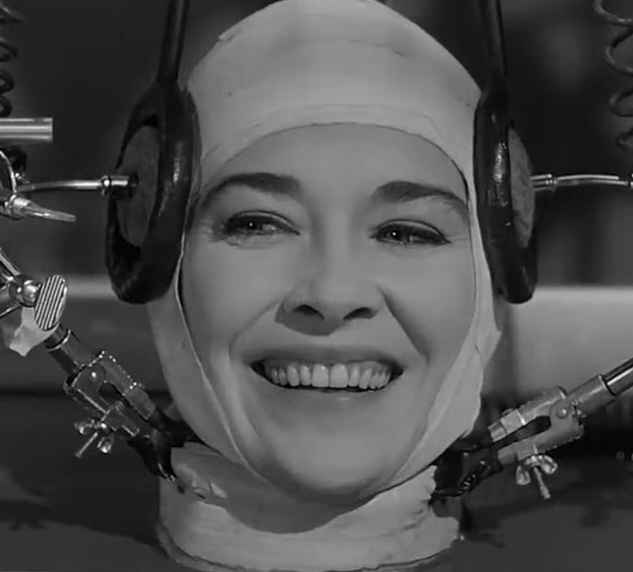

버지니아 레이스(Virginia Leith, 1925년 10월 15일 ~ 2019년 11월 4일)는 미국의 배우, 텔레비전 배우, 영화배우이다.
클리블랜드에서 태어났으며 팜스프링스에서 사망하였다.

## 영화
- 미녀 배우 (1983년)
- 브레인 댓 우든트 다이 (1962년)
- 죽음전의 키스 (1956년)
- 난폭한 토요일 (1955년)
- 히어 컴 더 걸스 (1953년)
- 공포와 욕망 (1953년)